# 시원찮은 그녀를 위한 육성방법
《시원찮은 그녀를 위한 육성방법》(일본어: 冴えない彼女の育てかた)는 마루토 후미아키가 쓰고 미사키 쿠레히토가 삽화를 맡은 일본의 라이트 노벨 시리즈이다. 약칭은 사에카노(冴えカノ). 후지미 판타지아 문고 레이블 하에서 2012년 6월부터 후지미 쇼보가 단행본 7권을 발매했다. 이 소설은 만화화도 이루어졌으며 스핀오프작 만화 두 종도 발매되었다. A-1 Pictures가 제작한 텔레비전 애니메이션은 2015년 1월부터 3월까지 후지 TV의 노이타미나 시간대에 방영되었다. 대한민국에서는 애니맥스에서 방영되었다.

## 등장인물
- 마츠오카 요시츠구 - 아키 토모야 목소리 역
- 야스노 키요노 - 카토 메구미 목소리 역
- 오오니시 사오리 - 사와무라 스펜서 에리리 목소리 역
- 카야노 아이 - 카스미가오카 우타하 목소리 역
- 야하기 사유리 - 효도 미치루 목소리 역
- 아카사키 치나츠 - 하시마 이즈미 목소리 역
- 카키하라 테츠야 - 하시마 이오리 목소리 역

## 줄거리
남성 오타쿠인 아키 토모야는 애니메이션을 사기 위해 돈을 버는데, 화창한 어느 봄날 신문 배달중 우연히 아름다운 소녀를 만나게 된다. 한달 후, 그는 그 소녀가 바로 같은 반 친구 카토 메구미였다는 것을 알게 된다. 토모야는 그녀는 다른 반 친구에게 존재감이 거의 없다는 것을 듣게 되고, 그녀를 자신이 제작하고픈 게임의 여자 주인공으로 만들기로 결심한다. 토모야는 게임 제작을 위해 자신이 아는 최고의 크리에이터들을 찾아간다. 게임의 일러스트는 같은 학년의 미술부 소속인 에리리, 게임의 줄거리는 여고생 작가이자 한 학년 선배인 카스미가오카 우타하에게 부탁하게 된다.